# František Kaník
František Kaník (německy Franz Kanik; 30. června 1863 Volyně – 18. března 1931 Mariánské Lázně) byl rakousko-uherský generál českého původu. Důstojníkem c. k. armády byl od roku 1881, sloužil v Čechách, Haliči nebo Bosně a Hercegovině. Za první světové války působil na ministerstvu války a byl vysokým důstojníkem generálního štábu ve Vídni. V roce 1918 byl povýšen do hodnosti generála pěchoty a jako velitel 10. armádního sboru se zúčastnil závěrečných bojů na východní frontě. Po zániku monarchie byl penzionován, ale jako rodák z Čech získal hodnost armádního generála ve výslužbě v československé armádě (1927). Za první republiky žil v soukromí v Mariánských Lázních, kde také zemřel.

## Životopis

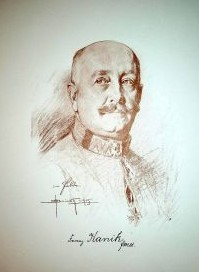
Generál František Kaník

Pocházel z jižních Čech, narodil se ve Volyni a základní vzdělání absolvoval ve Vimperku. Poté studoval na vojenské škole v Praze (1877–1881) a do armády nastoupil jako poručík k 28. pěšímu pluku v Praze. Později si doplnil vzdělání na Válečné škole ve Vídni (K.u.k. Kriegschule, 1887–1889). Mezitím byl v roce 1888 povýšen na nadporučíka a zařazen do důstojnického sboru generálního štábu. Poté sloužil v Zadaru a Trebinji a od roku 1891 v Opavě. V roce 1893 získal hodnost kapitána a poté byl štábním důstojníkem u 9. armádního sboru v Josefově. Po roce 1895 působil jako kartograf ve Stanislavi a poté u velení pevnosti v Krakově. V roce 1897 se vrátil do Čech a sloužil u 88. pěšího pluku v Praze. V roce 1899 přešel v hodnosti majora jako pedagog na Válečnou školu ve Vídni, kde vyučoval kartografii. V letech 1904–1906 sloužil v Egeru, mezitím byl povýšen na podplukovníka (1903) a plukovníka (1906). V letech 1906–1907 byl náčelníkem štábu 10. armádního sboru v Přemyšlu, v dalších letech vedl kurzy pro důstojníky zeměbrany ve Vídni. Od roku 1911 byl velitelem 11. horské brigády v Tuzle a téhož roku obdržel hodnost generálmajora. Krátce před první světovou válkou se vrátil do Vídně a zastával funkce u generálního štábu a na ministerstvu války.
Na začátku první světové války vedl týlové oddělení generálního štábu, současně působil jako generální ubytovatel armády na východní frontě. V prosinci 1914 byl povýšen do hodnosti polního podmaršála a týlové oddělení generálního štábu vedl do ledna 1916, kdy bylo po reorganizaci zrušeno. Poté znovu působil na ministerstvu války a v letech 1917–1918 zastával funkci generálního inspektora polního četnictva. V únoru 1918 byl jmenován velitelem 10. armádního sboru na východní frontě a bojoval v oblasti Volyně. Sbor byl kvůli vysokým ztrátám rozpuštěn již v dubnu 1918 a jeho zbytky začleněny do 4. armády. K datu 1. května 1918 získal Kaník hodnost generála pěchoty a po rozpadu monarchie organizoval likvidaci sborů c. k. četnictva.
K datu 1. ledna 1919 byl v rakousko-uherské armádě penzionován, jako českému rodákovi mu byla přiznána hodnost generála III. třídy v československé armádě s nárokem na penzi a nakonec získal v roce 1927 hodnost československého armádního generála. V soukromí dožil v Mariánských Lázních, kde s manželkou obýval vilu v Ruské ulici č.p. 215.

## Řády a vyznamenání
Během vojenské služby obdržel řadu ocenění především v Rakousku-Uhersku, za první světové války byl vyznamenán i panovníky spojeneckých států.

### Rakousko-Uhersko
- Jubilejní pamětní medaile (1898)
- Vojenský záslužný kříž III. třídy (1904)
- Vojenský jubilejní kříž (1908)
- Řád železné koruny III. třídy (1910)
- Vojenská záslužná medaile (1911)
- Vojenský záslužný kříž II. třídy (1914)
- Vyznamenání za zásluhy o Červený kříž (1915)
- rytířský kříž Leopoldova řádu (1916)
- Vojenská záslužná medaile s válečnou dekorací (1918)

### Zahraničí
- Železný kříž II. třídy (Německo, 1914)
- Železný kříž I. třídy (Německo, 1915)
- Vojenský záslužný řád (Bavorsko, 1916)
- Řád za zásluhy (Liyakat Madalyasi) (Osmanská říše, 1916)
- Královský řád za vojenské zásluhy (Bulharsko, 1916)